# Celorico de Basto
Celorico de Basto és un municipi portuguès, situat al districte de Braga, a la regió del Nord i a la Subregió de l'Ave. L'any 2001 tenia 20.466 habitants. Se sotsdivideix en 22 freguesies. Limita al nord amb Cabeceiras de Basto, a l'est amb Mondim de Basto, al sud amb Amarante, al sud-oest amb Felgueiras i a l'oest amb Fafe.
| Població del concelho de Celorico de Basto (1801 – 2004) | Població del concelho de Celorico de Basto (1801 – 2004) | Població del concelho de Celorico de Basto (1801 – 2004) | Població del concelho de Celorico de Basto (1801 – 2004) | Població del concelho de Celorico de Basto (1801 – 2004) | Població del concelho de Celorico de Basto (1801 – 2004) | Població del concelho de Celorico de Basto (1801 – 2004) | Població del concelho de Celorico de Basto (1801 – 2004) | Població del concelho de Celorico de Basto (1801 – 2004) |
| -------------------------------------------------------- | -------------------------------------------------------- | -------------------------------------------------------- | -------------------------------------------------------- | -------------------------------------------------------- | -------------------------------------------------------- | -------------------------------------------------------- | -------------------------------------------------------- | -------------------------------------------------------- |
| 1801                                                     | 1849                                                     | 1900                                                     | 1930                                                     | 1960                                                     | 1981                                                     | 1991                                                     | 2001                                                     | 2004                                                     |
| 25573                                                    | 21381                                                    | 20134                                                    | 22684                                                    | 24392                                                    | 22671                                                    | 21477                                                    | 20466                                                    | 20128                                                    |

## Freguesies
- Agilde
- Arnóia
- Borba de Montanha
- Britelo (Celorico de Basto)
- Caçarilhe
- Canedo de Basto
- Carvalho
- Codeçoso
- Corgo
- Fervença
- Gagos
- Gémeos
- Infesta
- Molares
- Moreira do Castelo
- Ourilhe
- Rego
- Ribas
- Santa Tecla de Basto
- São Clemente de Basto
- Vale de Bouro
- Veade